# Erik Henningsen

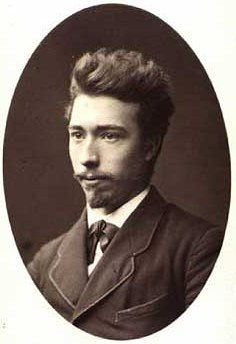
Erik Henningsen (1875)

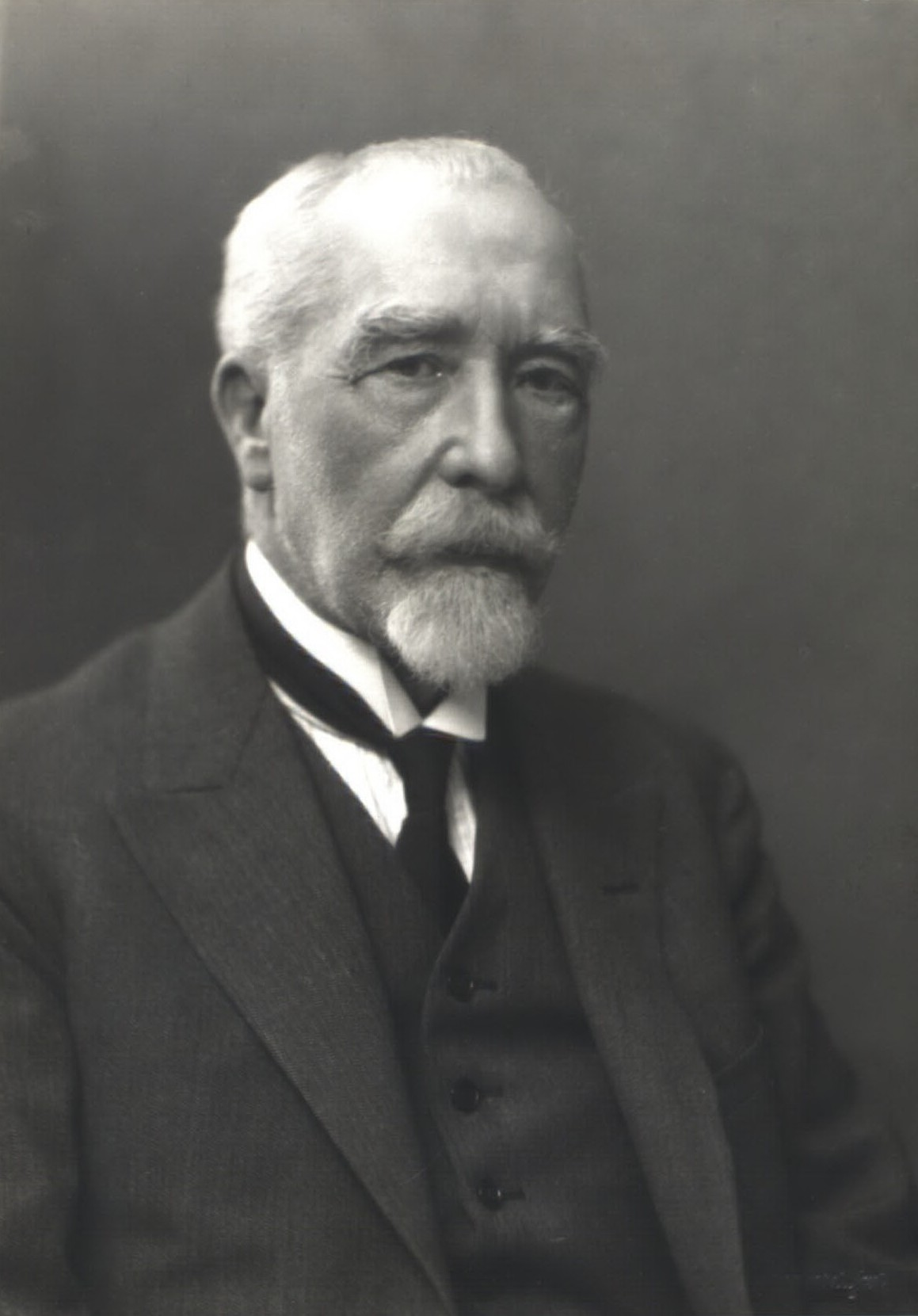
Erik Henningsen vor 1930

Erik Ludvig Henningsen (* 29. August 1855 in Kopenhagen; † 28. November 1930 ebenda) war ein dänischer Maler und Illustrator.

## Leben
Ausgebildet wurde Henningsen von 1873 bis 1877 an der Königlich Dänischen Akademie für die Schönen Künste (Det Kongelige Academie for de skjønne Kunster) in Kopenhagen. Sein naturalistischer Stil kennzeichnete sich in der Vorliebe für dunkle Farben und wurde anfangs von historischen Motiven bestimmt, zu denen später Schilderungen aus dem Großstadtleben hinzukamen. Im Rahmen eines Plakatwettbewerbs für die Brauerei Tuborg im Jahr 1900 schuf er sein bekanntestes Werk, das Bild Der durstige Mann (Den tørstige mand).

## Werke (Auswahl)
- 1881: Morgen i adressekontorets gård
- 1888: Summam jus, summum injuria / Barnemordet (Hirschsprung’sche Sammlung)
- 1888: (Infanteriets) Vagtparade
- 1892: Sat ud
- 1900: Den tørstige mand (Designmuseum Danmark)

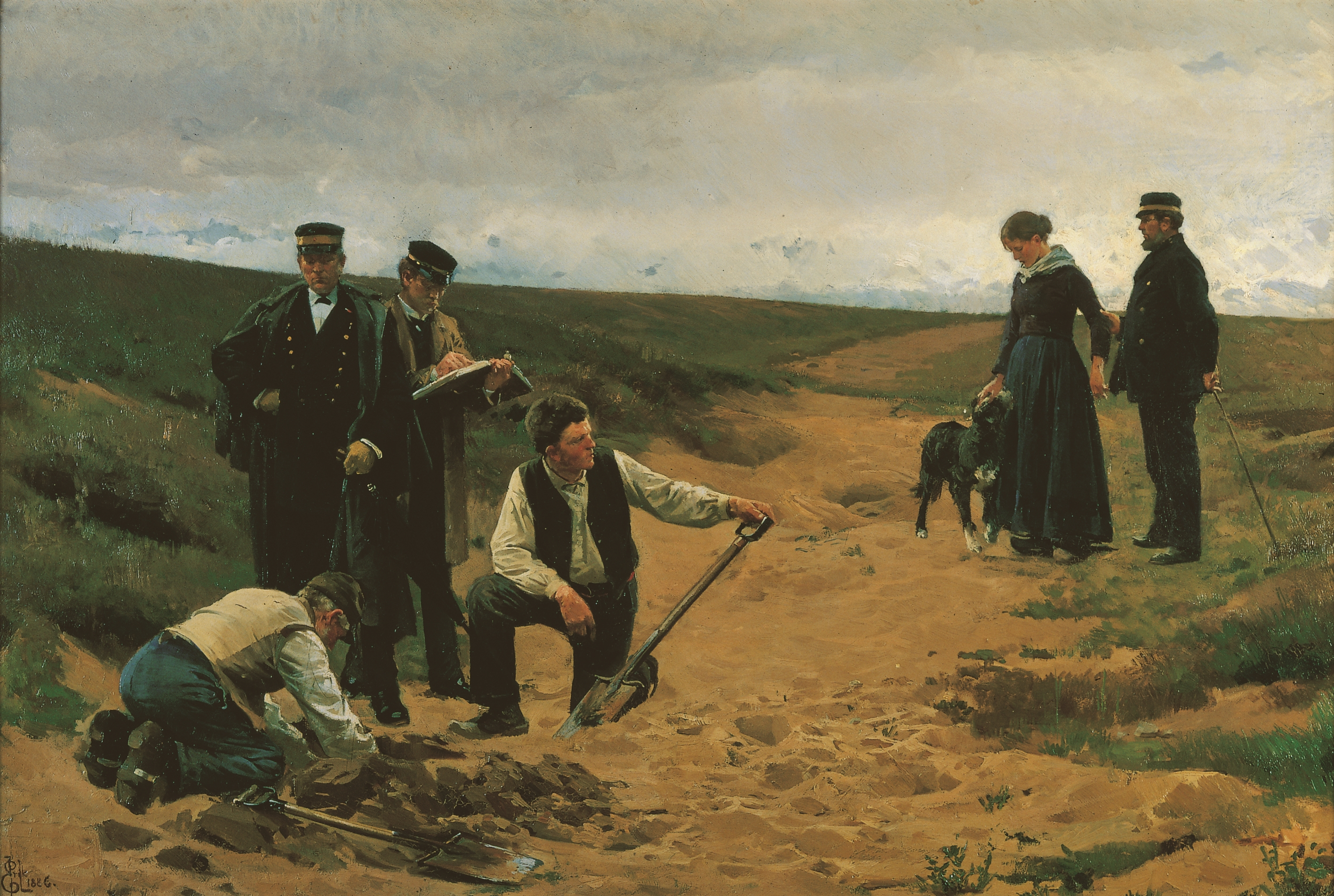
Summam jus, summum injuria / Barnemordet (1888)
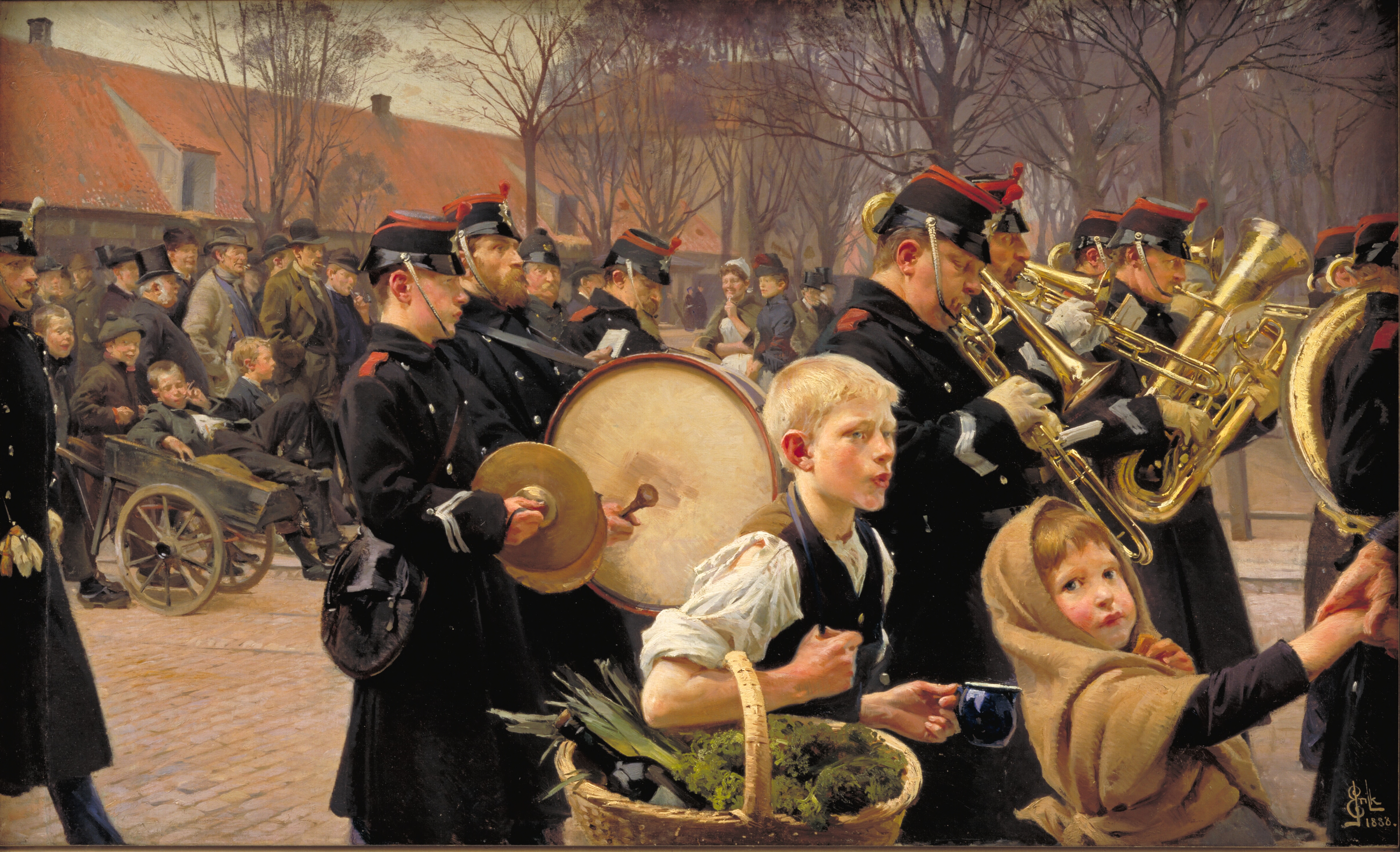
(Infanteriets) Vagtparade (1888)
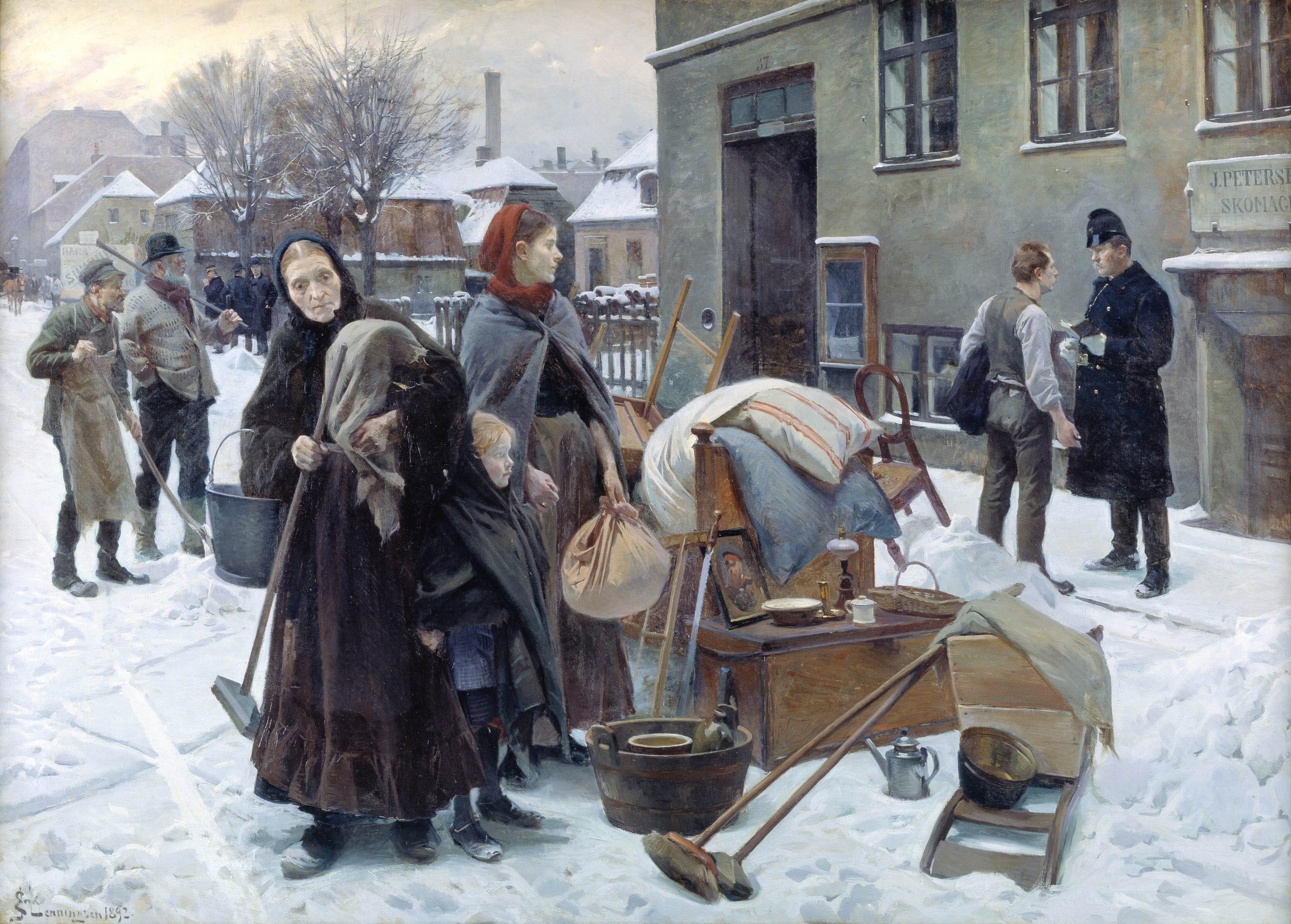
Sat ud (1892)
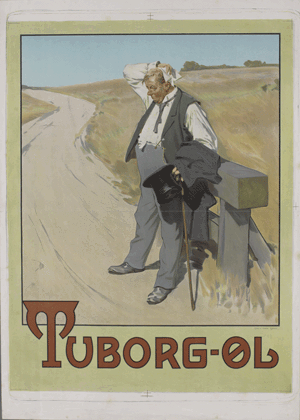
Der durstige Mann (Den tørstige mand) (1900)